# Il grande vessillo
Il grande vessillo (D'homme à hommes) è un film del 1948 diretto da Christian-Jaque.
La pellicola, di produzione francese e svizzera di genere storico biografico, ha per tema la creazione della Croce Rossa da parte dello svizzero Henri Dunant nella seconda metà del XIX secolo.

## Produzione
Il film venne realizzato sotto il patronato del Consiglio per il Cinema delle Nazioni Unite e della Croce Rossa francese. In Francia ebbe il visto di censura n. 7.679 e venne proiettato il 1º ottobre 1948. Negli Stati Uniti venne presentato il 18 febbraio 1949 a New York con il titolo Man to Men, mentre in Italia ebbe il visto di censura n. 7.251 dell'11 febbraio 1950, con una lunghezza dichiarata della pellicola di 2.750 metri e accertata di 2.487 metri; non sappiamo in cosa consistono i 263 metri mancanti di film. Gli unici due attori italiani presenti nella pellicola sono Carmen Boni, diva del periodo muto qui alla sua ultima apparizione cinematografica, e Michele Riccardini, col nome francesizzato di Michel.

### Cast tecnico
- Assistenti registi: Raymond Villette, Lucien Denis
- Operatore: Alain Douarinou
- Assistente operatore: Ernest Bourreaud
- Arredatore: Robert Gys
- Guardarobiera: Rosine Delamare
- Costumista militare: René Decrais
- Fonico: Joseph De Bretagne
- Microfonista: Gaston Dèmede
- Segretaria di edizione: Simone Boudarias
- Registi seconda unità: Louis Théron, Georges Charlot
- Direttori delle location: Roger Ronsin, Robert Tabouillot e Roger Descoffres
- Assemblatore: Charles Mérangel
- Accessoristi: Albert Arnoux e Marcel Protat
- Amministratori: René Junod e Gabriel Lomme
- Fotografo di scena: Raymond Voinquel
- Assistenti truccatori: René Daudin e Boris Karabanoff
- Delegato alla produzione: Julien Jenger
- Segretario di produzione: Simone Chotel